# Ophthalmis admiralia
Ophthalmis admiralia är en fjärilsart som beskrevs av Embrik Strand 1916. Ophthalmis admiralia ingår i släktet Ophthalmis och familjen nattflyn. Inga underarter finns listade i Catalogue of Life.